# Heinz Parkus
Heinz Parkus (* 31. Jänner 1909 in Wien; † 18. März 1982 ebenda) war ein österreichischer Physiker und Hochschulprofessor an der Technischen Universität Wien. Unter Technikern ist er bis heute durch sein weit verbreitetes Lehrbuch Mechanik der festen Körper ein Begriff.
Parkus begann seine wissenschaftliche Laufbahn erst 1945, als er an der damaligen Technischen Hochschule in Wien die Stelle eines Assistenten für das Fachgebiet Festigkeitslehre erhielt. Bereits 1948 habilitierte er sich und ging 1952 in die USA, wo er für drei Jahre als Professor an der Michigan State University tätig war. 1955, im Jahr des österreichischen Staatsvertrags, berief ihn die Technische Hochschule in Wien zum Ordinarius für Mechanik, jedoch an der Fakultät für Maschinenbau und Elektrotechnik.
Heinz Parkus genoss in Fachkreisen höchstes Ansehen und war akademischer Lehrer von über 10.000 Studenten der Technik. Trotz schwieriger Zeitumstände erwarb er sich schon ab dem Beginn seiner Wiener Lehrtätigkeit hohe Verdienste um die Forschung und verfasste zahlreiche Publikationen.
Zu diesen Werken gehören unter anderem:
- Instationäre Wärmespannungen, 1959.
- Mechanik der festen Körper, Springer 1960 (2. Auflage bereits 1966).
- Thermoelasticity, 1968.
- Random Processes in Mechanical Sciences, 1969.
- Magneto-Thermoelasticity, 1972.
- mehrere Publikationen und Forschungsprojekte zur Physik von Fluiden und zur Festigkeitslehre.